# Altafjord
Altafjord (in lingua norvegese: Altafjorden; in lingua kven: Alattionvuono) è un fiordo situato nella municipalità di Alta, che fa parte della contea di Finnmark, la più settentrionale delle contee della Norvegia.

## Descrizione
Il fiordo è lungo 38 km e ha una profondità massima di 488 metri. Si estende dalla città di Alta a sud, fino alle isole Stjernøya e Seiland.
Il fiume Altaelva, lungo 200 km, va a sfociare nella parte meridionale del fiordo all'altezza della città di Alta. In vicinanza delle isole Stjernøya and Seiland, il fiordo si divide in due stretti rima di andare a sfociare nel Mare di Norvegia. Dal corpo principale del fiordo si diramano alcuni rami minori, tra cui Langfjorden, Kåfjorden e Korsfjorden.
Storicamente il fiordo era conosciuto come "Altenfjord" e così denominato in molte carte geografiche, soprattutto inglesi, fino al XX secolo.

## Insediamenti preistorici
Lungo il fiordo è stato trovato un gran numero di incisioni rupestri preistoriche, in particolare nella baia di Jiepmaluokta. 
Per questi graffiti le aree di Kåfjord, Jiepmaluokta e Amtmannsnes sono ora considerate Patrimonio dell'umanità da parte dell'UNESCO.
I petroglifi sono datati tra il 4.200 a.C. e il 500 d.C., in base al livello dell'antica linea di costa e dei vicini insediamenti preistorici.

## Seconda guerra mondiale
Nel corso della seconda guerra mondiale, il Kåfjorden, che è un ramo laterale dll'Altafjord, era un'importante base navale della Germania nazista. La grande nave da battaglia Tirpitz che doveva controllare le acque del Mare di Norvegia, era stata ancorata nel villaggio di Kåfjord.
Nel settembre 1943 la Tirpitz fu attaccata dai minisommergibili inglesi Classe X nel corso dell'operazione Source; nel 1944 subì un attacco aereo durante l' "operazione Paravane" dopo il quale fu spostata a Tromsø, dove un nuovo bombardamento aereo ("operazione Catechism") provocò il suo definitivo affondamento.